# Тетёшкин, Сергей Иванович
Сергей Иванович Тетёшкин — советский военный деятель, генерал-лейтенант.

## Биография
Родился в 1904 году в Самаре. Член КПСС.
С 1922 года — на хозяйственной, общественной и политической работе. В 1922—1958 гг. — красноармеец, на командных штабных должностях в Рабоче-Крестьянской Красной Армии, участник национально-революционной войны в Испании, участник Великой Отечественной войны, заместитель начальника отдела резервов, начальник западного направления и заместитель начальника оперативного управления Генерального штаба, начальник оперативного отдела штаба Воронежского фронта, заместитель начальника штаба по ВПУ Воронежского фронта, начальник оперативного отдела, заместитель начальника штаба 2-го Прибалтийского фронта, начальник штаба 70-й армии 2-го Белорусского фронта, на командных штабных должностях в Вооружённых Силах, начальник штаба Приволжского военного округа.
Умер в 1958 году.